# UCI ProSeries 2023
UCI ProSeries 2023 byla čtvrtou sezónou UCI ProSeries, druhé divize silničních závodů. Plánovaný kalendář zahrnoval 57 závodů, z nichž 33 byl jednodenních (1.Pro) a 24 etapových (2.Pro). 49 závodů se konalo v Evropě, šest v Asii, jeden ve Spojených státech amerických a jeden v Argentině.

## Závody
Oficiální kalendář byl odhalen na podzim 2022.
| Závod                           | Datum              | Vítěz                          | Tým                                | Ref.   |
| ------------------------------- | ------------------ | ------------------------------ | ---------------------------------- | ------ |
| Vuelta a San Juan               | 22. – 29. ledna    | Miguel Ángel López (COL)       | Team Medellín–EPM                  | [ 3 ]  |
| Volta a la Comunitat Valenciana | 1. – 5. února      | Rui Costa (POR)                | Intermarché–Circus–Wanty           | [ 4 ]  |
| Tour de La Provence             | 9. – 12. února     | Zrušeno                        | Zrušeno                            | [ 5 ]  |
| Kolem Ománu                     | 11. – 15. února    | Matteo Jorgenson (USA)         | Movistar Team                      | [ 6 ]  |
| Clásica de Almería              | 12. února          | Matteo Moschetti (ITA)         | Q36.5 Pro Cycling Team             | [ 7 ]  |
| Volta ao Algarve                | 15. – 19. února    | Daniel Martínez (COL)          | Ineos Grenadiers                   | [ 8 ]  |
| Vuelta a Andalucía              | 15. – 19. února    | Tadej Pogačar (SLO)            | UAE Team Emirates                  | [ 9 ]  |
| Faun-Ardèche Classic            | 25. února          | Julian Alaphilippe (FRA)       | Soudal–Quick-Step                  | [ 10 ] |
| Kuurne–Brusel–Kuurne            | 26. února          | Tiesj Benoot (BEL)             | Team Jumbo–Visma                   | [ 11 ] |
| La Drôme Classic                | 26. února          | Anthony Perez (FRA)            | Cofidis                            | [ 12 ] |
| Trofeo Laigueglia               | 1. března          | Nans Peters (FRA)              | AG2R Citroën Team                  | [ 13 ] |
| Milán–Turín                     | 15. března         | Arvid de Kleijn (NED)          | Tudor Pro Cycling Team             | [ 14 ] |
| Nokere Koerse                   | 15. března         | Tim Merlier (BEL)              | Soudal–Quick-Step                  | [ 15 ] |
| Grand Prix de Denain            | 16. března         | Juan Sebastián Molano (COL)    | UAE Team Emirates                  | [ 16 ] |
| Bredene Koksijde Classic        | 17. března         | Gerben Thijssen (BEL)          | Intermarché–Circus–Wanty           | [ 17 ] |
| GP Industria & Artigianato      | 26. března         | Ben Healy (IRL)                | EF Education–EasyPost              | [ 18 ] |
| GP Miguel Indurain              | 1. dubna           | Jon Izagirre (ESP)             | Cofidis                            | [ 19 ] |
| Scheldeprijs                    | 5. dubna           | Jasper Philipsen (BEL)         | Alpecin–Deceuninck                 | [ 20 ] |
| Brabantský šíp                  | 12. dubna          | Dorian Godon (FRA)             | AG2R Citroën Team                  | [ 21 ] |
| / Tour of the Alps              | 17. – 21. dubna    | Tao Geoghegan Hart (GBR)       | Ineos Grenadiers                   | [ 22 ] |
| Grand Prix du Morbihan          | 6. května          | Arnaud De Lie (BEL)            | Lotto–Dstny                        | [ 23 ] |
| Tro-Bro Léon                    | 7. května          | Giacomo Nizzolo (ITA)          | Israel–Premier Tech                | [ 24 ] |
| Tour de Hongrie                 | 10. – 14. května   | Marc Hirschi (SUI)             | UAE Team Emirates                  | [ 25 ] |
| Čtyři dny v Dunkerku            | 16. – 21. května   | Romain Grégoire (FRA)          | Groupama–FDJ                       | [ 26 ] |
| Boucles de la Mayenne           | 25. – 28. května   | Oier Lazkano (ESP)             | Movistar Team                      | [ 27 ] |
| Kolem Norska                    | 26. – 29. května   | Ben Tulett (GBR)               | Ineos Grenadiers                   | [ 28 ] |
| Brussels Cycling Classic        | 4. června          | Arnaud Démare (FRA)            | Groupama–FDJ                       | [ 29 ] |
| ZLM Tour                        | 7. – 11. června    | Olav Kooij (NED)               | Team Jumbo–Visma                   | [ 30 ] |
| Dwars door het Hageland         | 10. června         | Rasmus Tiller (NOR)            | Uno-X Pro Cycling Team             | [ 31 ] |
| Mont Ventoux Dénivelé Challenge | 13. června         | Lenny Martinez (FRA)           | Groupama–FDJ                       | [ 32 ] |
| Kolem Belgie                    | 14. – 18. června   | Mathieu van der Poel (NED)     | Alpecin–Deceuninck                 | [ 33 ] |
| Kolem Slovinska                 | 14. – 18. června   | Filippo Zana (ITA)             | Team Jayco–AlUla                   | [ 34 ] |
| Kolem jezera Čching-chaj        | 9. – 16. července  | Henok Mulubrhan (ERI)          | Green Project–Bardiani–CSF–Faizanè | [ 35 ] |
| Tour de Wallonie                | 22. – 26. července | Filippo Ganna (ITA)            | Ineos Grenadiers                   | [ 36 ] |
| Vuelta a Burgos                 | 15. – 19. srpna    | Primož Roglič (SLO)            | Team Jumbo–Visma                   | [ 37 ] |
| Danmark Rundt                   | 15. – 19. srpna    | Mads Pedersen (DEN)            | Lidl–Trek                          | [ 38 ] |
| Arctic Race of Norway           | 17. – 20. srpna    | Stephen Williams (GBR)         | Israel–Premier Tech                | [ 39 ] |
| Deutschland Tour                | 23. – 27. srpna    | Ilan Van Wilder (BEL)          | Soudal–Quick-Step                  | [ 40 ] |
| Maryland Cycling Classic        | 3. září            | Mattias Skjelmose Jensen (DEN) | Lidl–Trek                          | [ 41 ] |
| Tour of Britain                 | 3. – 10. září      | Wout van Aert (BEL)            | Team Jumbo–Visma                   | [ 42 ] |
| Grand Prix de Fourmies          | 10. září           | Tim Merlier (BEL)              | Soudal–Quick-Step                  | [ 43 ] |
| Grand Prix de Wallonie          | 13. září           | Gonzalo Serrano (ESP)          | Movistar Team                      | [ 44 ] |
| Coppa Sabatini                  | 14. září           | Marc Hirschi (SUI)             | UAE Team Emirates                  | [ 45 ] |
| Kolem jezera Tchaj-chu          | 14. – 17. září     | George Jackson (NZL)           | Bolton Equities Black Spoke        | [ 46 ] |
| SUPER 8 Classic                 | 16. září           | Mathieu van der Poel (NED)     | Alpecin–Deceuninck                 | [ 47 ] |
| Tour de Luxembourg              | 20. – 24. září     | Marc Hirschi (SUI)             | UAE Team Emirates                  | [ 48 ] |
| Tour de Langkawi                | 23. – 30. září     | Simon Carr (GBR)               | EF Education–EasyPost              | [ 49 ] |
| Circuit Franco–Belge            | 28. září           | Arnaud De Lie (BEL)            | Lotto–Dstny                        | [ 50 ] |
| Giro dell'Emilia                | 30. září           | Primož Roglič (SLO)            | Team Jumbo–Visma                   | [ 51 ] |
| Coppa Bernocchi                 | 2. října           | Wout van Aert (BEL)            | Team Jumbo–Visma                   | [ 52 ] |
| Tre Valli Varesine              | 3. října           | Ilan Van Wilder (BEL)          | Soudal–Quick-Step                  | [ 53 ] |
| Münsterland Giro                | 3. října           | Per Strand Hagenes (NOR)       | Team Jumbo–Visma                   | [ 54 ] |
| Gran Piemonte                   | 5. října           | Andrea Bagioli (ITA)           | Soudal–Quick-Step                  | [ 55 ] |
| Kolem Chaj-nanu                 | 5. – 9. října      | Óscar Sevilla (ESP)            | Team Medellín–EPM                  | [ 56 ] |
| Paříž–Tours                     | 8. října           | Riley Sheehan (USA)            | Israel–Premier Tech                | [ 57 ] |
| Giro del Veneto                 | 11. října          | Dorian Godon (FRA)             | AG2R Citroën Team                  | [ 58 ] |
| Japan Cup                       | 15. října          | Rui Costa (POR)                | Intermarché–Circus–Wanty           | [ 59 ] |
| Veneto Classic                  | 15. října          | Davide Formolo (ITA)           | UAE Team Emirates                  | [ 60 ] |